# تویوتا هایلوکس
تویوتا هایلوکس (به ژاپنی: トヨタ・ハイラックス، ژاپنی لاتین: Toyota Hairakkusu) یک خودروی پیکاپ است که در هشت نسل توسط ابرشرکت تویوتا تولید و به بازار عرضه می‌شود. این خودرو به عنوان وانت یا پیکاپ در سایزهای گوناگون تولید می‌گردد؛ ولی می‌توان آن را در انواع و کاربری‌های مختلف پیکربندی نمود.
این پیکاپ ژاپنی، در اکثر بازارها با نام هایلوکس فروخته می‌شود، اما از سال ۱۹۷۲ به تویوتا پیکاپ در بازار آمریکای شمالی تغییر نام داد، تا اینکه سرانجام در سال ۱۹۹۵، تویوتا، مدل تاکوما را جایگزین هایلوکس برای تولید و فروش در بازار ایالات متحده کرد و از سال مذکور تاکنون تویوتا، برنامه‌ای برای فروش و عرضه تویوتا هایلوکس در بازار آمریکای شمالی نداشته‌است.
از زمان عرضه نسل چهارم در سال ۲۰۰۴، هایلوکس از پلتفرم شاسی بلند تویوتا فورچونر و مینی‌ون تویوتا اینووا استفاده می‌کند و از شاسی نردبانی IMV بهره می‌برد.
مجموع فروش تویوتا هایلوکس از ابتدای عرضه تا سال ۲۰۱۷ حدود ۱۷٫۷ میلیون دستگاه بوده‌است. همچنین تویوتا در سال ۲۰۱۹ اعلام کرد که پروژه هایلوکس برقی را آغاز نموده و نتیجه آن طی شش سال آینده اعلام خواهد شد.

## نسل ششم (N140, N150, N160, N170; 1997)
هایلوکس در سال ۱۹۹۷ دچار چند بروزرسانی جزئی شد و چند پیشرانه دیگر نیز به لیست موتورهای آن اضافه شد. همچنین در سال ۲۰۰۱ تحت فیس لیفت قرار گرفت. تولید نسل ششم هایلوکس تا سال ۲۰۰۵ ادامه داشت؛ این آخرین نسل از هایلوکس بود که در ژاپن تولید و مونتاژ می‌شد.

### موتورها
- ۲ لیتری (۱۹۹۸ سی‌سی) 1RZ-E هشت-سوپاپ SOHC چهار سیلندر (مختص بازار استرالیا) (4×2) (۱۹۹۸–۲۰۰۱)
- ۳ لیتری (۲۹۸۶ سی‌سی) 5L چهار سیلندر دیزلی، (۹۸ اسب‌بخار) (۱۹۹۸–۱۹۹۹)
- ۲.۴ لیتری (۲۴۳۸ سی‌سی) 2RZ-FE شانزده-سوپاپ DOHC چهار سیلندر، (۱۴۲ اسب‌بخار) (4×4, 4×2) (۱۹۹۵–۲۰۰۴)
- ۲.۷ لیتری (۲۶۹۳ سی‌سی) 3RZ-FE شانزده-سوپاپ DOHC چهار سیلندر، (۱۴۲ اسب‌بخار) (4×4, 4×2) (۱۹۹۵–۲۰۰۴)
- ۳.۴ لیتری (۳۳۷۸ سی‌سی) 5VZ-FE بیست‌و‌چهار-سوپاپ DOHC شش سیلندر، (۱۹۰ اسب‌بخار) (۱۹۹۵–۲۰۰۴)[۷]
- پیشرانه ۲.۴ لیتری (۲۴۴۶ سی‌سی) 2L-T بریتانیا، توربودیزل هشت-سوپاپ (۸۶ اسب‌بخار) (4×4)
- ۲.۸ لیتری (۲۷۷۹ سی‌سی) 3L دیزلی چهار سیلندر شانزده-سوپاپ DOHC، (۸۸ اسب‌بخار) (4×4) (۱۹۹۵–۲۰۰۴)